# 张元 (1961年)
张元（1961年5月—），河南洛阳人，教授、硕士导师，中共党员，享受中華人民共和國國務院政府特殊津贴专家。1983年毕业于中国科学技术大学自动控制专业，1992年取得郑州大学电子技术工学硕士学位，1996年取得南京理工大学工学博士学位。曾任郑州大学教授、郑州工业高等专科学校校长。2004年7月任河南工业大学副校长；2010年11月担任河南工业大学校长；2017年9月任河南工业大学党委书记。2020年9月当选中国粮食行业协会副会长。

## 头衔
- 河南省科协青年学术委员会副主席
- 河南省自动化学会青年委员会主任
- 河南省优秀专家